# Stuart A. Reiss
Stuart A. Reiss (n. 15 iulie 1921, Chicago, SUA – d. 21 decembrie 2014) a fost un decorator de film american. El a câștigat două premii Oscar și a fost nominalizat la încă patru premii la categoria cele mai bune decoruri. El a lucrat la mai mult de 100 de filme din 1947 până în 1986.

## Filmografie selectivă
Reiss a câștigat două premii Oscar pentru cele mai bune decoruri și a fost nominalizat la încă patru premii:
Premii Oscar

- Jurnalul Annei Frank (1959)
- Fantastic Voyage (1966)

Nominalizări
- Titanic (1953)
- Teenage Rebel (1956)
- What a Way to Go! (1964)
- Doctor Dolittle (1967)